# Araporã
Araporã es un municipio brasilero del estado de Minas Gerais. Su población estimada en 2009 era de 6.522 habitantes. Araporã se encuentra en la región norte del Triángulo Minero, a 125 km de Uberlândia y 700 km de la capital Belo Horizonte. Además de esto, esta a 3 km de Itumbiara, en Goiás, y a 400 km de Brasilia, en el Distrito Federal.
Araporã posee el mayor PIB per cápita del país.
Área del municipio: 289 km²
Área Urbana: 58,9 km²

## Historia
Juán Batista da Costa y su esposa Maria Rosa Batista, fueron los primeros moradores del lugar, en una hacienda llamada Córguinho. Allí surgió la Compañía Minera Auto Tráfico Intermunicipal, famosa por el molino de pinga de la Caninha Alvorada. Cambió el nombre a Alvorada y distrito de Tupaciguara en 1939. Emancipada el 27 de abril de 1992 de acuerdo con la Ley 10.704 y separado del municipio de Tupaciguara. 
Araporã en la lengua indígena es "Nacer del Sol"
- Patrona = Nuestra Señora de la Guia

## Geografía

### Hidrografía
- Río Paranaíba
- Arroyo Piedad
- Arroyo Passa Três

## Administración
- Prefecto: Valdir Inácio Ferreira (PMDB).